# Голядский язык
Голя́дский язык — язык балтского племени голядь, занимавшего в историческое время бассейн реки Протва (левый приток Оки). Считается реликтовым остатком некогда обширного днепровско-окского языкового ареала. В течение XII века язык окончательно вытеснен восточнославянскими говорами.
Голядский язык известен по топонимам и некоторым следам в русских говорах.  Родство с галиндским наречием прусского языка не доказано.  Ни о фонетике, ни тем более о морфологии языка голяди сказать практически ничего нельзя.
М. Гимбутас приводит распространённую точку зрения о том, что название галиндов и голяди предположительно связано с обозначением окраины, края, конца, пограничья (литов. gãlas «конец», латыш. gàls и т. п.).

## Голядь в топонимике
По мнению географа Е. М. Поспелова, название деревни Голяди Дмитровского района Московской области объясняется тем, что отдельные группы голяди могли жить в более северных районах, чем бассейн реки Протвы. В ситуации проживания народности в иноязычном окружении чаще всего происходит образование географических названий на основе этнонима. В этих условиях этнические названия позволяли выделить объект среди окружающих его. Непосредственная связь названия деревни с этнической принадлежностью её основателей может подтверждаться топонимическим окружением: рядом протекают реки Лама, Яуза, Нудоль, названия которых имеют бесспорно балтийское происхождение.
Другим примером упоминания голяди к северу от бассейна Протвы может служить речка Голедянка, протекающая на востоке Москвы.